# Nicolau II da Lorena
Nicolau II da Lorena, também conhecido por Nicolau Francisco de Lorena (em francês:  Nicolas François de Lorraine; 6 de dezembro de 1609 – 25 de janeiro de 1670), foi um príncipe Loreno, nomeado Bispo de Toul de 1624 a 1634 e criado cardeal em 1626. Em 1634 renuncia aos seus votos religiosos e torna-se Duque da Lorena e de Bar de 19 de janeiro a 1 de abril desse mesmo ano.

## Biografia
Filho de Francisco da Lorena, Conde de Vaudémont e de Cristina de Salm, nasce no dia de S. Nicolau, o santo padroeiro da Lorena, de quem recebe o nome.
Seu pai, segundo filho do duque Carlos III dera origem a um ramo cadete da Casa de Lorena, os Lorena-Vaudémont. O jovem Nicolau, como segundo filho dum ramo cadete, foi destinado a uma carreira eclesiástica, sendo nomeado Bispo de Toul em 1624, e cardeal in pectore em 1626 pelo Papa Urbano VIII, sem ter sido ordenado Padre, o que era frequente no mundo aristocrático da época. A sua criação só foi tornada pública em 30 de agosto de 1627 mas ele nunca recebeu o chapéu cardinalício .
O seu irmão mais velho, Carlos IV, duque da Lorena e de Bar, torna-se o único duque em 1625, alia-se ao Imperador Fernando II e, em França, apoia os opositores do primeiro ministro, o Cardeal Richelieu nomeadamente autorizando o casamento de sua irmã, Margarida com Gastão de França, irmão e herdeiro do rei Luís XIII.
Este foi o pretexto que permitiu ao rei de França de invadir o Barrois e a Lorena em setembro de 1633. Dado que Nicolau era mais apreciado pelos franceses que Carlos IV, este julgou preferível abdicar a favor do irmão em 19 de janeiro de 1634.
Nicolau obtém uma dispensa para o seu casamento com a prima Cláudia de Lorena (1612-1648), filha do defunto duque Henrique II, enviando ao Papa uma carta indicando quais os motivos pelos quais renunciava ao Cardinalato, e liberta-se dos seus votos, casando com a prima a 8 de março de 1634, contrariando os projetos do rei de França, impedindo que esta viesse a casar com um príncipe estrangeiro, e que viesse a cair uma vez que a lei sálica não se aplicava nem na Lorena nem em Bar.
A população dos ducados permanece profundamente hostil à ocupação francesa, como demonstram os casos de Pierre Fourier, cura de Mattaincourt, reputado pela santidade da sua vida e que morre no exílio, ou de Jacques Callot, artista gravador, que, em resposta ao pedido do rei Luís XIII para gravar uma placa comemorativa da tomada de Nancy, respondeu que preferia « perder o braço ».
O casamento inesperado do « cardeal », incita os Franceses a colocarem a família ducal sob residência vigiada. Nicolau e a sua esposa conseguem escapar-se a 1 de abril de 1634 e refugiam-se no Franco Condado, território espanhol. Viajam depois para a Toscana, onde reina a sua tia Cristina de Lorena, consorte do Grão-Duque, e depois visitam o seu tio, o Eleitor da Baviera Maximiliano I, em Munique, em agosto de 1636. Por fim, vão para Veneza onde passam dezoito anos. A duquesa Cláudia morre em 1648 deixando dois filhos e uma filha que lhe sobrevivem e que asseguram a continuidade dinástica.
Em 1654, após a detenção pelas tropas do rei de Espanha do conflituoso Carlos IV (que conservara os títulos apesar da sua abdicação), Nicolau assume o comando do exército Loreno.
Perante a recusa espanhola de libertar o duque, Nicolau alia-se à França e distingue-se com o seu filho Carlos na batalha das Dunas em 14 de junho de 1658. Com as suas vitórias consegue a libertação do irmão, e a sua colaboração com o reino de França permite restituir os ducados a Carlos IV (1661). Nicolau morre em janeiro de 1670, em Nancy, após ter repatriado o corpo da sua mulher.
Entretanto, as intrigas do imprudente Carlos IV originam nova ocupação dos ducados pelas tropas francesas que irá durar mais de um quarto de século.

## Casamento e descendência
Do casamento de Nicolau II com a sua prima co-irmã, Cláudia de Lorena nasceram 5 filhos:
- Fernando Filipe (Ferdinand-Philippe) (1639–1659) ;
- Carlos (Charles) (1643 –1690), abade de Gorze (1648-1661) e depois Duque titular da Lorena e de Bar, que casou com Leonor da Áustria ;
- Ana Leonor (Anne-Éléonore)  (1645–1648) ;
- Ana Maria (Anne-Marie) (1648 - ?) ;
- Maria Ana Teresa (Marie-Anne-Thérèse) (1648- 1661), abadessa de Remiremont.